# Sarcophaga longestylata
Sarcophaga longestylata är en tvåvingeart som beskrevs av Gabriel Strobl 1906. Sarcophaga longestylata ingår i släktet Sarcophaga och familjen köttflugor.
Artens utbredningsområde är Spanien. Inga underarter finns listade i Catalogue of Life.